# Unija južnoameriških držav
Unija južnoameriških držav (uradno angleško Union of South American Nations/UNASUR, nizozemsko Unie van Zuid-Amerikaanse Naties/UZAN, portugalsko União de Nações Sul-Americanas/UNASUL, špansko Unión de Naciones Suramericanas/UNASUR) je medvladna mednarodna unija, ki povezuje dve obstoječi davčni uniji: Mercosur in Andska skupnost narodov v procesu južnoameriškega intergracionizma; zgleduje se po Evropski uniji.
Ustanovni sporazum UNASUR je bil podpisan 23. maja 2008 na 3. srečanju državnih voditeljev v Brasílii (Brazilija). V skladu z ustanovitvenim sporazumom se bo sedež unije nahajal v Quitu (Ekvador), sedež Južnoameriškega parlamenta bo v Cochabambi (Bolivija) in sedež Banke juge bo v Caracasu (Venezuela).
4. maja 2010 so na izrednem srečanju državnih voditeljev v Campani (Brazilija) izvolili bivšega argentinskega predsednika Néstorja Kirchnerja za prvega generalnega sekretarja UNASUR z dvoletnim mandatom. 1. decembra istega leta je Urugvaj kot deveta država ratificirala ustanovni sporazum, s čimer je unija dobila polnomočnost.

## Organizacija
Novembra 2010 so ustanovili več delovnih organov UNASUR-ja:
- Delovna skupina na finančno integracijo
- Južnoameriški svet za svetovni problem drog
- Južnoameriški svet za infrastrukturo in načrtovanje
- Odbor za izobraževanje, kulturo, znanost, tehnologijo in inovacije

- Koordinacija za kulturo
- Koordinacija za izobraževanje
- Koordinacija za znanost, tehnologijo in inovacije

- Južnoameriški svet za socialni razvoj
- Južnoameriški obrambni svet
- Južnoameriški energetski svet
- Južnoameriški zdravstveni svet
- Delovna skupina o sporni naselitvi